# Derval de Faria
Derval de Faria (* 9. November 1934 in São Paulo) ist ein brasilianischer Schauspieler, Hörspielsprecher, Tänzer und Autor.

## Leben
Derval de Faria trat bereits mit vier Jahren erstmals bei öffentlichen Veranstaltungen auf. Nach Ableistung des Militärdienstes arbeitete er als Rundfunksprecher und gründete eine Ballettschule. Als Tänzer ging er 1955 mit dem Brasiliana-Ballett auf Europatournee. Er blieb in Deutschland und erhielt ein Stipendium beim Deutschen Austauschdienst. De Faria studierte Theaterwissenschaft und erhielt ein Diplom als Kultur- und Bildungsmanager. Als Schauspieler, Sänger und Conferencier trat er unter anderem am Friedrichstadt-Palast auf. Er wirkte darüber hinaus als Regisseur und Choreograph, als Autor schrieb er Theaterstücke und Drehbücher.
Neben seiner Tätigkeit als Bühnenschauspieler (beispielsweise am Nationaltheater Mannheim, dem Hamburger Ernst-Deutsch-Theater und im Theater BAAL novo) agierte de Faria bis 1999 auch immer wieder vor der Kamera. 1975 spielte er neben Rutger Hauer die Hauptrolle in der Abenteuerserie Floris von Rosemund, ebenso 1997 in der deutsch-polnischen Fernsehserie Das Geheimnis des Sagala.
Weiterhin wirkte er in zahlreichen Hörspielproduktionen mit und lieh in der US-amerikanischen Krimiserie Miami Vice verschiedenen Kollegen seine Stimme. De Faria wiederum wurde in der Serie Floris von Rosemund von Vittorio Casagrande synchronisiert. Mit dem Buch Mein Obstgarten verfasste der Brasilianer seine Biographie. Derval de Faria spricht neben Portugiesisch als Muttersprache fließend Deutsch, Englisch, Französisch und Spanisch.

## Filmografie (Auswahl)
- 1965: Romulus der Große
- 1967: Kampf um Kautschuk
- 1968: Die Matrone von Ephesus
- 1969: Köpfchen in das Wasser, Schwänzchen in die Höh’
- 1970: Der Fall von nebenan – Recht bleibt Recht
- 1971: Unser Dorf
- 1971: Hamburg Transit – Klaviere nach Casablanca
- 1972: Hoopers letzte Jagd
- 1972: Privatdetektiv Frank Kross – Der Amazonasbericht
- 1973: Sonderdezernat K1 – Trip ins Jenseits
- 1974: Hamburg Transit – Warum die Grete P. unterging
- 1975: Floris von Rosemund
- 1979: O Guarani
- 1990: Ron und Tanja
- 1992: Mau Mau
- 1992: Auge um Auge
- 1993: Nicht von schlechten Eltern (2 Folgen als Dr. Alkalisi)
- 1996: Tatort – Fetischzauber
- 1997: Das Geheimnis des Sagala
- 1998: Tatort – Arme Püppi
- 1999: Stadtklinik – Sterblich
- 1999: Die Straßen von Berlin – CQ 371
- 2015: Kartoffelsalat – Nicht fragen!
- 2017: Trauerweiden (Kurzfilm)

## Hörspiele (Auswahl)
- 1965: Der Krippenesel – Autor: Claude Aveline – Regie: Siegfried Niemann – SFB
- 1981: Kleine Freiheit oder Kiez – Autor: Peter Greiner – Regie: Gerlach Fiedler – NDR
- 1986: Nymphen gehören ins Meer – Autorin: Margaret Millar – Regie: Hans Rosenhauer – NDR
- 1989: Rückkehr in die Wüste – Autor: Bernard-Marie Koltès – Regie: Norbert Schaeffer – NDR
- 1990: Mitten in der Masse – Autor: David Chotjewitz – Regie: Norbert Schaeffer – NDR
- 1991: Das Treffen in Valladolid – Autor: Anthony Burgess – Regie: Hans Gerd Krogmann – DLF
- 1994: Wenn der Postmann zweimal klingelt... – Autor: James M. Cain – Regie: Norbert Schaeffer – NDR
- 1995: Die Schattenlinie – Autoren: Tankred Dorst und Ursula Ehler – Regie: Hans Gerd Krogmann – SDR
- 1996: Rückkehr nach Memphis – Autor: Armin Frost – Regie: Norbert Schaeffer – NDR
- 1997: Auch die Toten dürfen hoffen – Autor: Charles Willedorf – Regie: Norbert Schaeffer – HR/NDR/SWF
- 2000: Friss mir nur mein Karlchen nicht – Autoren: Tankred Dorst und Ursula Ehler – Regie: Annette Kurth – SWR/WDR
- 2007: Die große Woche – Autor: Jochen Langer – Regie: Ulrich Lampen – SWR
- 2009: Extrapost – Autorin: Sabine Stein – Regie: Judith Lorentz – NDR
- 2017: Fado fatal – Autor: Jan Decker – Regie: Alexander Schuhmacher – NDR